# Амирбеков, Эльчин Октябрь оглы
Эльчин Октябрь оглы Амирбеков (азерб. Elçin Oktyabr oğlu Əmirbəyov; род. 2 января 1972, Баку) — азербайджанский государственный деятель, представитель Президента Азербайджанской Республики по особым поручениям, чрезвычайный и полномочный посол Азербайджанской Республики

## Биография
Родился 2 января 1972 года в Баку.
Окончил с золотой медалью среднюю общеобразовательную школу №164 г.Баку.
Окончил с отличием Азербайджанский университет языков, факультет перевода с английского и французского языков.
В 1993 году окончил Парижский международный институт государственного управления в сфере дипломатии.
В 1993-1994 гг. окончил специальные курсы Школы НАТО (Обераммергау, ФРГ) и Колледжа НАТО (Рим,Италия).
В 2000 году прошёл курс по международной и национальной безопасности в Школе управления им. Кеннеди при Гарвардском университете (США).
С 1991 года работал переводчиком-референтом МИД Азербайджана.
C 1992 по 1993 год — атташе, третий секретарь управления международных организаций МИД Азербайджанской Республики.
С 1995 по 1997 год — второй секретарь Постоянного представительства Азербайджанской Республики при ООН (Нью Йорк).
С 1998 по 2001 год - первый секретарь, заведующий отделом международной и региональной безопасности в Управлении международных организаций МИД Азербайджанской Республики.
С 2001 по 2003 год - советник Миссии Азербайджанской Республики в НАТО (Брюссель)
С 2003 по 2004 год — советник Постоянного представительства Азербайджанской Республики при ООН (Нью Йорк).
11 мая 2004 года присвоен ранг чрезвычайного и полномочного посла Азербайджанской Республики.
С 11 мая 2004 по 6 января 2010 года — Постоянный представитель Азербайджанской Республики при Отделении ООН и других международных организациях в Женеве (Швейцария).
Посол Азербайджанской Республики в Швейцарской Конфедерации (5 октября 2004 — 6 января 2010).
Посол Азербайджанской Республики при Святом Престоле (Ватикан) (4 февраля 2005 — 23 июня 2017). Являлся первым чрезвычайным и полномочным послом Азербайджана при Святом Престоле.
Посол Азербайджанской Республики в Княжестве Лихтенштейн (6 июля 2006 — 6 января 2010).
Одновременно с 2008 по 2009 год являлся вице-президентом Совета ООН по правам человека и докладчиком СПЧ ООН.
В 2007 году являлся председателем  группы послов государств-членов Организации исламского сотрудничества при Отделении ООН (Женева).
В 2008 году являлся председателем группы послов государств-членов Восточно-европейской региональной группы при Отделении ООН (Женева).
Посол Азербайджанской Республики во Французской Республике (6 января 2010 — 23 июня 2017). Одновременно являлся послом Азербайджанской Республики в Княжестве Монако (30 марта 2010 — 23 июня 2017).
Государственный советник 3 класса (13 июля 2017).
Государственный советник 1 класса (2023).
Помощник Первого Вице-президента Азербайджанской Республики (24 июня 2017 — 18 июля 2023).
Представитель Президента Азербайджана по особым поручениям (с 18 июля 2023).
Владеет английским, французским, русским языками.
Женат, отец двух дочерей.

## Награды
- Орден Святого Григория Великого (2008). Вручён в Ватикане Папой Бенедиктом 16.